# Tenericutes
Tenericutes — відділ бактерій.

## Опис
Відділ включає досить дрібних бактерій. Від інших бактерій його представники відрізняються відсутністю клітинної стінки, в зв'язку з чим при фарбуванні за Грамом вони проявляють себе як грам-негативні бактерії. Від зовнішнього середовища вони відокремлені тільки клітинною мембраною. Іншою їхньою особливістю є яскраво виражений поліморфізм (їх внутрішня структура і зовнішній вигляд можуть бути різноманітними). Серед представників групи є і аероби, і облігатні анаероби.